# Selenostomum
Selenostomum es un género de foraminífero bentónico considerado como nomen nudum e invalidado, aunque también considerado un sinónimo posterior de Cassidulina de la subfamilia Cassidulininae, de la familia Cassidulinidae, de la superfamilia Cassidulinoidea, del suborden Buliminina y del orden Buliminida. Su rango cronoestratigráfico abarcaba el Holoceno.

## Discusión
Clasificaciones previas incluían Selenostomum en el suborden Rotaliina del orden Rotaliida.

## Clasificación
Selenostomum incluía a las siguientes especies: 
- Selenostomum aegaeum
- Selenostomum fimbriatuh